# Sadler’s Wells (Pferd)
Sadler’s Wells (11. April 1981 – 26. April 2011) war ein in den Vereinigten Staaten gezogenes Vollblutrennpferd, das in Europa gelaufen ist. Es gewann die Irish 2000 Guineas von 1984, die Eclipse Stakes und die Phoenix Champion Stakes. Es wurde Zweiter im Prix du Jockey Club und im King George VI and Queen Elizabeth Stakes.
Trotz seiner Erfolge auf der Rennbahn ist Sadler’s Wells vor allem für seine Erfolge als Zuchthengst bekannt. Indem er 14 mal Champion der Vaterpferde in England und Irland wurde, setzte er einen neuen Rekord. Er errang den Titel 13 Mal in Folge. Bei seinem Tod war er Vater von 323 Champions – nur Danehill zeugte mehr Sieger.
In der Mitte des 20. Jahrhunderts wurden die erfolgreichsten europäischen Rennpferde exportiert und in den USA, und später auch in Japan aufgestellt. Sadler’s Wells blieb jedoch in Europa.

## Gekörte Söhne
Sadler’s Wells zeugte zahlreiche gekörte Söhne, darunter Galileo und Montjeu (Vater des zweifachen Arc de Triomphe Siegers Treve) in Europa und El Prado in den Vereinigten Staaten, dem Vater von Kitten’s Joy, dem leading sire in North America von 2013 und 2018.
Galileo ist Vater von  Frankel, Teofilo, New Approach, Nathaniel (Vater des zweifachen Arc de Triomphe Siegers Enable) und Camelot.

## Abstammung
Sadler’s Wells stammt von Northern Dancer, der als der wichtigste Vererber im 20. Jahrhundert gilt. In seinem zweiten Fohlenjahrgang 1967 zeugte Northern Dancer  Nijinsky II, der nicht nur die britische Triple Crown gewann, sondern ebenfalls ein herausragender Beschäler wurde und einmal das Championat der Vaterpferde in England und Irland für sich entschied. Dadurch wurde Northern Dancer in den 1970ern und 1980ern zu einem sehr begehrten Hengst, dessen Nachkommen für Millionen Dollar verkauft wurden.
Sadler’s Wells Mutter war Fairy Bridge, die 1977 Champion der Zweijährigen Stuten in Irland wurde. Sadler’s Wells war ihr erstes Fohlen, gefolgt von seinem Vollbruder Fairy King, der 1996 das Championat der Vaterpferde in Frankreich für sich entschied und die Sieger Tate Gallery, Fairy Gold und Puppet Dance zeugte. Ihr letztes Fohlen war Perugino, von Danzig, der in Australien aufgestellt wurde. Fairy Bridge war das zweite Fohlen der Stute namens Special, aus der später Nureyev kam, der zwei Mal Champion der Vaterpferde in Frankreich wurde, sowie die Siegerinnen Number und Bound, die wiederum erfolgreiche Zuchtstuten wurden.
Der Hengst kam ins Training nach Ballydoyle, County Tipperary in Irland.
| Vater Northern Dancer (CAN) * 1961 | Nearctic (CAN) * 1954    | Nearco         | Pharos                 |
| Vater Northern Dancer (CAN) * 1961 | Nearctic (CAN) * 1954    | Nearco         | Nogara                 |
| Vater Northern Dancer (CAN) * 1961 | Nearctic (CAN) * 1954    | Lady Angela    | Hyperion               |
| Vater Northern Dancer (CAN) * 1961 | Nearctic (CAN) * 1954    | Lady Angela    | Sister Sarah           |
| Vater Northern Dancer (CAN) * 1961 | Natalma (USA) * 1957     | Native Dancer  | Polynesian             |
| Vater Northern Dancer (CAN) * 1961 | Natalma (USA) * 1957     | Native Dancer  | Geisha                 |
| Vater Northern Dancer (CAN) * 1961 | Natalma (USA) * 1957     | Almahmoud      | Mahmoud                |
| Vater Northern Dancer (CAN) * 1961 | Natalma (USA) * 1957     | Almahmoud      | Arbitrator             |
| Mutter Fairy Bridge (USA) * 1975   | Bold Reason (USA) * 1968 | Hail to Reason | Turn-To                |
| Mutter Fairy Bridge (USA) * 1975   | Bold Reason (USA) * 1968 | Hail to Reason | Nothirdchance          |
| Mutter Fairy Bridge (USA) * 1975   | Bold Reason (USA) * 1968 | Lalun          | Djeddah                |
| Mutter Fairy Bridge (USA) * 1975   | Bold Reason (USA) * 1968 | Lalun          | Be Faithful            |
| Mutter Fairy Bridge (USA) * 1975   | Special (USA) * 1969     | Forli          | Aristophanes           |
| Mutter Fairy Bridge (USA) * 1975   | Special (USA) * 1969     | Forli          | Trevisa                |
| Mutter Fairy Bridge (USA) * 1975   | Special (USA) * 1969     | Thong          | Nantallah              |
| Mutter Fairy Bridge (USA) * 1975   | Special (USA) * 1969     | Thong          | Rough Shod (Family 5h) |